# Vlag van Dalsland

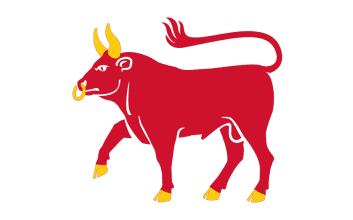
Vlag van Dalsland

De vlag van Dalsland is de vlag van Dalsland, een landschappen in Zweden. De vlag bestaat uit een wit veld met een lopende rode stier met gouden oren en tenen. Het is een rechthoekige banier van het wapen van deze Zweedse landschap.
Oorspronkelijk bestond het wapen, dat werd toegevoegd bij de begrafenis van Gustaaf Wasa in 1560, uit een os met een hangende staart. De os werd waarschijnlijk gekozen als symbool voor de extensieve veeteelt die in die tijd in Dalsland plaatsvond. In oudere tijden (vanaf het midden van de 16e eeuw) droeg het landschap de titel van Grevskap (graafschap), maar nu heeft het, net als alle landschappen van het koninkrijk, de waardigheid van hertogdom.